# Aloha Golf Club

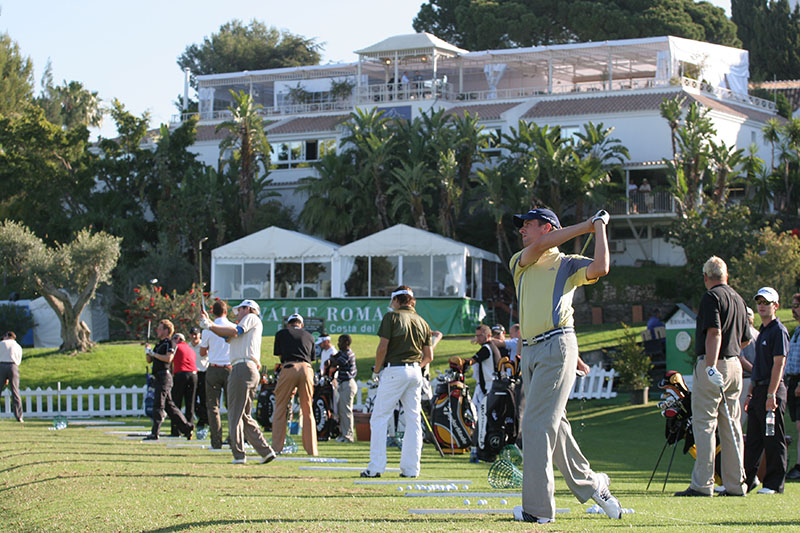
Clubhuis

De Aloha Golf Club is een golfclub aan de Costa del Sol in Spanje. Hij werd in 1975 geopend.

## De baan
Dit is de laatste baan die werd ontworpen door Javier Arana (1905-1975), die ook de golfbanen van Club del Campo, El Saler, El Prat  en Neguri op zijn naam heeft staan. 
Enkele jaren later werd er een par-3 baan aangelegd.
Het baanrecord voor professionals is 64, op naam van Lee Westwood (2008) en Julien Quesne (2012) 
Professionals Diego Borrego en Miguel Ángel Jiménez zijn erelid van de club.

## Toernooien op deze golfbaan
- In 1978 werd het Spaans Amateur hier gespeeld.
- In 1989 werd de Benson & Hedges Trophy hier gewonnen door Miguel Ángel Jiménez en Xonia Wunsch
- In 2007, 2008 en 2012 werd het Open de Andalucia van de Europese PGA Tour hier gespeeld.
- In 2016 was deze golfbaan achtergrond van de Open de España Femenino op de Ladies European Tour.